# Ulica Hrubieszowska w Warszawie
Ulica Hrubieszowska – ulica w dzielnicy Wola w Warszawie, biegnąca od ul. Przyokopowej do ul. Karolkowej.

## Historia
Powstała krótko przed rokiem 1888 ulica Hrubieszowska po raz pierwszy pojawiła się na planie Williama Lindleya w roku 1898. Już podczas sporządzania podkładów planu  miała zwartą zabudowę, składającą się z murowanych i drewnianych domów mieszkalnych. Najwyższym budynkiem była trzypiętrowa kamienica pod nr. 5, wybudowana przed rokiem 1896; do roku 1944 dotrwała beż części wystroju fasady, zachowując profilowany gzyms koronujący.
Pod nr 1, u zbiegu z ul. Przyokopową, wznosił się drewniany dom piętrowy, posiadający staranny wystrój snycerski: naczółki nad oknami oraz ozdobny fryz.
Mimo obecności wielu zakładów przemysłowych w okolicy Hrubieszowska utrzymała mieszkaniowy charakter: pierwszą (i jedyną) firmą przy ulicy była "Pierwsza Polska Wytwórnia Łańcuchów Rolkowych" Stanisława Kubiaka działająca pod nr. 9 dopiero po roku 1923.
W okresie 1927-30 powstał Dom Spółdzielni Mieszkaniowej Pracowników Pocztowych pod nr. 7, nawiązujący swą formą do wczesnomodernistycznych kamienic.
Krótko przed wybuchem II wojny światowej, około roku 1935 powstała trzypiętrowa kamienica Jana Pawłowskiego pod nr. 6, wraz z poprzeczną oficyną (6A), której fasadę ozdobiły cementowe płytki imitujące piaskowiec.
W roku 1944 Hrubieszowską pomocniczo nacierały oddziały niemieckie, zmierzające ku ogarniętemu powstaniem śródmieściu; spalono wtedy całą zabudowę ulicy, jednak dzięki ogniotrwałej konstrukcji udało się ją wyremontować po roku 1945. Okres powojenny nie przyniósł nowych realizacji; zmieniła się tylko sieć uliczna okolicy - na początku lat sześćdziesiątych poszerzono znacznie ul. Kasprzaka, przybliżając ją do domów w nieparzystej pierzei Hrubieszowskiej.